# 177th Fighter Wing

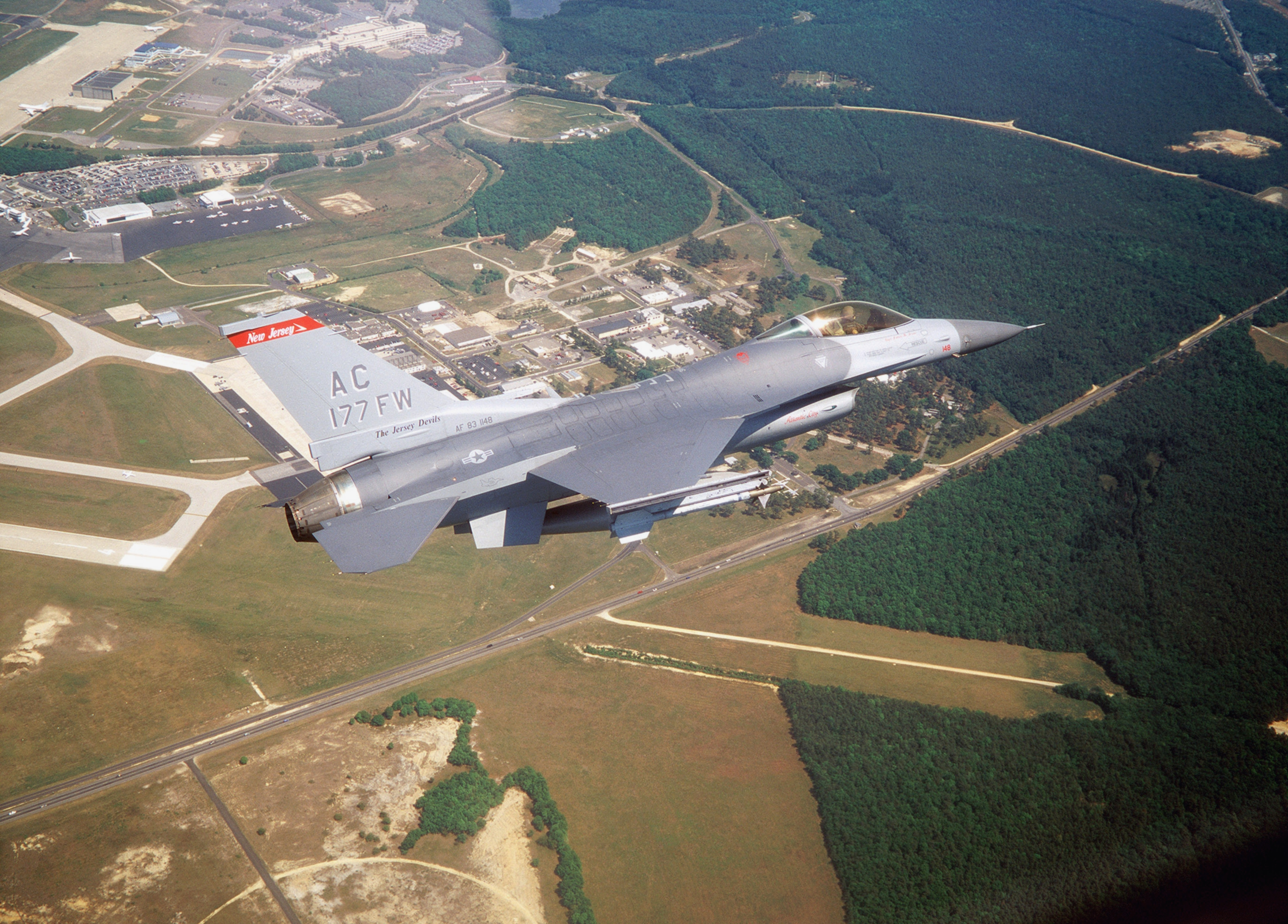
F-16C/D dello Stormo

Il 177th Fighter Wing è uno Stormo da caccia della New Jersey Air National Guard. Riporta direttamente all'Air Combat Command quando attivato per il servizio federale. 
Il suo quartier generale è situato presso la Atlantic City Air National Guard Base, New Jersey.

## Organizzazione
Attualmente, al settembre 2017, esso controlla:
- 177th Operations Group, striscia di coda rossa con scritta New Jersey
  - 177th Operations Support Flight
  -  119th Fighter Squadron - Equipaggiato con F-16C/D
  - 227th Air Support Operations Squadron
- 177th Maintenance Group
  - 177th Aircraft Maintenance Squadron
  - 177th Maintenance Squadron
  - 177th Maintenance Operations Flight
- 177th Mission Support Group
  - 177th Civil Engineering Squadron
  - 177th Communications Flight
  - 177th Environmental Management
  - 177th Force Support Squadron
  - 177th Logistics Readiness Squadron
  - 177th Security Forces Squadron
- 177th Medical Group
- 177th Wing Staff